# ماکسیمیلیان دیتگن
ماکسیمیلیان دیتگن (انگلیسی: Maximilian Dittgen؛ زادهٔ ۳ مارس ۱۹۹۵) بازیکن فوتبال اهل آلمان است.
از باشگاه‌هایی که در آن بازی کرده‌است می‌توان به باشگاه فوتبال نورنبرگ و باشگاه فوتبال کایزرسلاوترن اشاره کرد.
وی همچنین در تیم‌های ملی فوتبال جوانان آلمان، و جوانان آلمان، و جوانان آلمان، و جوانان آلمان، و جوانان آلمان، و جوانان آلمان، بازی کرده‌است.